# Chrysoscota lacteiplaga
Chrysoscota lacteiplaga là một loài bướm đêm thuộc phân họ Arctiinae, họ Erebidae.